# Chuck Kobasew
Nicholas James Kobasew, född 17 april 1982, är en kanadensisk före detta professionell ishockeyspelare som spelade över elva säsonger i National Hockey League (NHL).

## Spelarkarriär

### College
Kobasew tillbringade en säsong i Boston College. Under NCAA Frozen Four utsågs han till MVP ("Most Valuable Player" – mest värdefulla spelare) för turneringen. Efter seger över North Dakota Fighting Sioux gick han vidare till NHL.

### NHL
Han draftades av Calgary Flames i den första rundan (14:e totalt) i NHL-draften 2001. Under 2004–05 års NHL-lockout spelade Kobasew med AHL-laget Lowell Lock Monsters, då laget slog flera rekord. Kobasew utsågs till lagkapten och gjorde 75 poäng på 79 matcher. Han valde också att spela för Kanada vid det årets All-Star Game.Under tiden i Flames gjorde Kobasew sitt första hattrick mot Colorado Avalanche den 24 januari 2006.
Den 10 februari 2007 blev Kobasew och Andrew Ference förflyttade till Boston Bruins i utbyte mot Brad Stuart och Wayne Primeau. Den 13 maj 2008 undertecknade Kobasew ett 3-årskontrakt med Bruins värt 7 000 000 US-dollar. Kobasew gjorde 21 mål samt 21 assist under 2008–09 års NHL-säsong då Bruins nådde semifinalen för Eastern Conference.
Kobasew förflyttades till Minnesota Wild i utbyte mot Craig Weller och en överenskommelse att få ta över Alexander Fällström den 18 okt 2009. 27 november 2009 gjorde Kobasew sitt andra hattrick.
1 juli 2011 skrev Kobasew ett tvåårskontrakt värt 1 250 000 dollar per år med Colorado Avalanche.
Den 2 oktober 2013 skrev han på ett ettårskontrakt värt 550 000 dollar med Penguins.

### NLA
1 juli 2014 beslutade sig Kobasew för att lämna NHL och flytta till Europa. Han skrev då på ett tvåårskontrakt med den schweiziska klubben SC Bern i NLA. Efter endast tio matcher med klubben säsongen 2015-16 på grund av hjärnskakningar valde Kobasew att avsluta karriären.

## Statistik

### Klubbkarriär
| 2000–01    | Boston College                 | HE         | 43  | 27  | 22  | 49  | 38  | —  | —  | — | —  | —  |
| 2001–02    | Kelowna Rockets                | WHL        | 55  | 41  | 21  | 62  | 114 | 15 | 10 | 5 | 15 | 22 |
| 2002–03    | Saint John Flames              | AHL        | 48  | 21  | 12  | 33  | 61  | —  | —  | — | —  | —  |
| 2002–03    | Calgary Flames                 | NHL        | 23  | 4   | 2   | 6   | 8   | —  | —  | — | —  | —  |
| 2003–04    | Calgary Flames                 | NHL        | 70  | 6   | 11  | 17  | 51  | 26 | 0  | 1 | 1  | 24 |
| 2004–05    | Lowell Lock Monsters           | AHL        | 79  | 38  | 37  | 75  | 110 | 11 | 6  | 3 | 9  | 27 |
| 2005–06    | Calgary Flames                 | NHL        | 77  | 20  | 11  | 31  | 64  | 7  | 1  | 0 | 1  | 0  |
| 2006–07    | Calgary Flames                 | NHL        | 40  | 4   | 13  | 17  | 37  | —  | —  | — | —  | —  |
| 2006–07    | Boston Bruins                  | NHL        | 10  | 1   | 1   | 2   | 25  | —  | —  | — | —  | —  |
| 2007–08    | Boston Bruins                  | NHL        | 73  | 22  | 17  | 39  | 29  | —  | —  | — | —  | —  |
| 2008–09    | Boston Bruins                  | NHL        | 68  | 21  | 21  | 42  | 56  | 11 | 3  | 3 | 6  | 14 |
| 2009–10    | Boston Bruins                  | NHL        | 7   | 0   | 1   | 1   | 2   | —  | —  | — | —  | —  |
| 2009–10    | Minnesota Wild                 | NHL        | 42  | 9   | 5   | 14  | 16  | —  | —  | — | —  | —  |
| 2010–11    | Minnesota Wild                 | NHL        | 63  | 9   | 7   | 16  | 19  | —  | —  | — | —  | —  |
| 2011–12    | Colorado Avalanche             | NHL        | 58  | 7   | 7   | 14  | 51  | —  | —  | — | —  | —  |
| 2012–13    | Colorado Avalanche             | NHL        | 37  | 5   | 4   | 9   | 21  | —  | —  | — | —  | —  |
| 2013–14    | Pittsburgh Penguins            | NHL        | 33  | 2   | 0   | 2   | 15  | —  | —  | — | —  | —  |
| 2013–14    | Wilkes-Barre Scranton Penguins | AHL        | 12  | 11  | 2   | 13  | 20  | 14 | 8  | 6 | 14 | 40 |
| 2014–15    | SC Bern                        | NLA        | 29  | 9   | 9   | 18  | 24  | 3  | 0  | 1 | 1  | 4  |
| 2015–16    | SC Bern                        | NLA        | 10  | 4   | 4   | 8   | 25  | —  | —  | — | —  | —  |
| NHL totalt | NHL totalt                     | NHL totalt | 601 | 110 | 100 | 210 | 394 | 44 | 4  | 4 | 8  | 38 |